# Avenida Padre Alberto Hurtado (Antofagasta)
La Avenida Padre Alberto Hurtado (ex Avenida Circunvalación) corresponde a una avenida de doble calzada ubicada en la zona urbana de la comuna de Antofagasta, Chile.
Esta avenida se ubica en los faldeos de la Sierra del Ancla, una cadena de cerros que corresponde al límite este de la ciudad. Posee una vista privilegiada al estar ubicada dentro de los sectores más elevados de la zona urbana de la ciudad, por lo cual es utilizada como mirador.
La avenida se extiende desde calle La Concepción, al sur, hasta empalmar con la ruta 26 al norte de la ciudad.
Fue construida bajo el mandato del alcalde Juan Floreal Recabarren, con el nombre de Avenida Circunvalación, puesto que fue diseñada para el paso de vehículos pesados fuera de la zona urbana. El crecimiento de la ciudad y la posterior ubicación de poblaciones sobre su vereda este terminó insertándola dentro de la zona urbana.

## Hitos
De norte a sur, la Avenida Padre Alberto Hurtado permite el acceso a diversas infraestructuras urbanas, como el acceso posterior del Cementerio General de Antofagasta y al Cerro El Ancla.